# Kuossavärri
Kuossavärri är en kulle i Finland.   Den ligger i den ekonomiska regionen Norra Lappland och landskapet Lappland, i den norra delen av landet, 1 000 km norr om huvudstaden Helsingfors. Toppen på Kuossavärri är 356 meter över havet.
Terrängen runt Kuossavärri är platt, och sluttar västerut.  Trakten runt Kuossavärri är nära nog obefolkad, med mindre än två invånare per kvadratkilometer. Det finns inga samhällen i närheten. Omgivningarna runt Kuossavärri är i huvudsak ett öppet busklandskap.